# Rutger Koppelaar
Rutger Koppelaar, né le 1er mai 1993 à Dordrecht, est un athlète néerlandais, spécialiste du saut à la perche. 
Champion des Pays-Bas à sept reprises, il a remporté cinq de ses titres nationaux en plein air (2013, 2018-2019, 2021, 2022) et deux en salle (2017, 2020).

## Biographie
Rutger Koppelaar s'essaie, durant son enfance, à différents sports tels que la gymnastique, le skateboard, le karaté, le BMX et le football. Décrit comme un enfant très actif, il commence à pratiquer l'athlétisme à Dordrecht, sous l'impulsion de sa mère, qui est entraîneuse. Il se fascine pour le saut à la perche et à l'âge de douze ans, il participe à sa première compétition dans cette discipline.
À l'âge adulte, il participe à son premier championnat national en 2011 et termine dixième de la finale. L'année suivante, en février 2012, il remporte la médaille d'or aux Championnats des Pays-Bas U20 en salle. En mai, il franchit la barre des 5 m pour la première fois et établit son meilleur score, à 5,20 m. Aux championnats nationaux de la même année, il termine cinquième. Aux championnats du monde juniors (U20), il ne saute qu'à 4,95 m lors des épreuves de qualification et ne participe donc pas à la finale. En 2013, il établit un nouveau record personnel, à 5,31 m, mais ne saute qu'à 5,20 m durant les championnats d'Europe espoirs, à Tampere, et rate la qualification. La même année, il améliore de nouveau son record, après un saut à 5,42 m. Arrivé en tête du concours, il devient pour la première fois champion des Pays-Bas.
En mai 2014, lors d'un meeting à Soest, il est contrôlé positif à une substance interdite par les instances de la Fédération néerlandaise d'athlétisme. Bien que niant s'être dopé de manière intentionnelle, la fédération le bannit rétrospectivement de toute compétition pendant deux ans jusqu'au 17 juillet 2016. Il ne participe donc pas aux Championnats d'Europe de 2014, à Zurich,.
Au terme de sa suspension, Koppelaar reprend ses premières compétitions en Belgique. En 2017, il saute à 5,65 m en salle et à 5,60 m en extérieur, année au cours de laquelle il devient pour la première fois champion des Pays-Bas en salle. Un an plus tard, en 2018, il saute la barre des 5,70 m à Leyde et participe pour la première fois aux Championnats d'Europe, organisés à Berlin. Faute d'avoir réussi à dépasser 5,16 m, il ne parvient toutefois pas à se qualifier pour la finale.
En 2019, durant les championnats du monde à Doha, il améliore légèrement sa performance mais est éliminé à l'issue des qualifications.
En 2020, il remporte son deuxième titre de champion national en salle et établit un nouveau record personnel, après avoir franchi 5,75 m. L'année suivante, après avoir franchi une barre à 5,75 m en plein air, il s'impose comme le numéro 1 de sa discipline aux Pays-Bas et se qualifie pour les Jeux olympiques de Tokyo, initialement prévus en 2020. Il est cependant contraint d'y renoncer, en raison d'un test positif au Covid-19.
En septembre 2021, à Recklinghausen, il améliore son record personnel en extérieur, en franchissant la barre des 5,80 m. L'année suivante, durant les championnats du monde d'Eugene, il ne parvient pas à se qualifier pour la finale. Avec une barre franchie à 5.65 m, il finit à la treizième position et ne fait ainsi pas partie des douze athlètes qualifiés. Aux championnats d'Europe, à Munich, il se qualifie pour la finale et finit à la quatrième place, après avoir franchi 5,75 m.

## International
| Date | Compétition                   | Lieu      | Résultat | Marque |
| ---- | ----------------------------- | --------- | -------- | ------ |
| 2012 | Championnats du monde juniors | Barcelone | 20e      | 4,95 m |
| 2013 | Championnats d'Europe espoirs | Tampere   | 19e      | 5,20 m |
| 2018 | Championnats d'Europe         | Berlin    | 31e      | 5,16 m |
| 2019 | Championnats du monde         | Doha      | 23e      | 5,16 m |
| 2022 | Championnats du monde         | Eugene    | 13e      | 5,65 m |
| 2022 | Championnats d'Europe         | Munich    | 4e       | 5,75 m |

### National
| Championnat | Place | Hauteur | Lieu      | Date      |
| ----------- | ----- | ------- | --------- | --------- |
| 2017        | 3e    | 5,20 m  | Amsterdam | juin 2017 |
| 2018        | 1er   | 5,40 m  | Utrecht   | juin 2018 |
| 2019        | 1er   | 5,65 m  | La Haye   | juin 2019 |
| 2021        | 1er   | 5,70 m  | Bréda     | juin 2021 |
| 2022        | 1er   | 5,50 m  | Apeldoorn | juin 2022 |

| Championnat | Place | Hauteur | Lieu      | Date            |
| ----------- | ----- | ------- | --------- | --------------- |
| 2020        | 1er   | 5,75 m  | Apeldoorn | 22 février 2020 |

## Records
| Épreuve          | Épreuve      | Performance | Lieu           | Date              |
| ---------------- | ------------ | ----------- | -------------- | ----------------- |
| Saut à la perche | En plein air | 5,80 m      | Recklinghausen | 10 septembre 2021 |
| Saut à la perche | En salle     | 5,75 m      | Apeldoorn      | 22 février 2020   |